# Чоловік

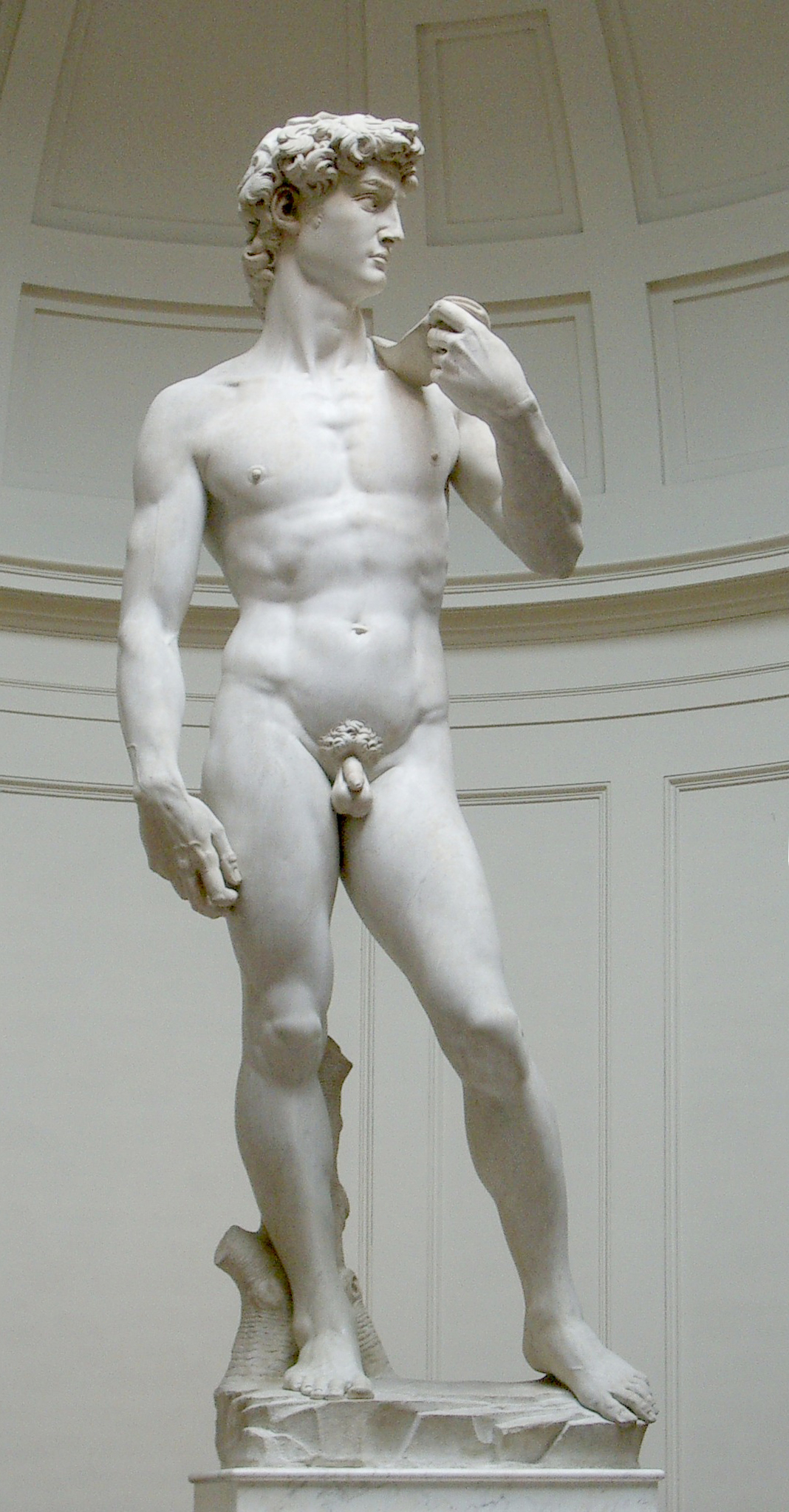
«Давид» Мікеланджело

Чолові́к (множина — чоловіки)  — це доросла людина чоловічої статі. Для дітей та підлітків чоловічої статі використовують слова як «хлопчик», «хлопець», «юнак» та «парубок». Поняття «чоловік» також може означати гендерну ідентичність, а не стать людини.
Символ чоловіка — ♂, символ Марса.

## Лексика

### Походження слова
У праслов'янській мові слово *čьlověkъ, *čelověkъ позначало як особу чоловічої статі, так і людину взагалі. Це значення збереглося у багатьох слов'янських мовах (пол. człowiek, чеськ. člověk, рос. человек), відоме воно в цьому значенні й в українській мові.
Походження праслов. *čьlověkъ, *čelověkъ остаточно не з'ясоване. Наводять до п'яти версій:
- Від *čьlo (з того ж кореня, що *čel'adь) + *věkъ (пор. лит. vaikas — «дитя»), тобто «дитя роду»
- Від *čьlo («чоло», «підвищення») + *věkъ («сила»)
- Як похідне від ранішої форми *slověkъ (< *slovo), тобто «мовець»
- Від *čelov + *ěkъ, тобто «член племені»
- Порівнюють з чеськ. kolivěk, пол. kołwiek («який-небудь»)[5]

### Різні слова для позначення чоловіків
До 13-15 років — хлопчик, підліток. Після досягнення зрілості хлопчика називають юнаком, хлопцем, парубком, а в старшому віці — чоловіком. Одружених чоловіків стосовно дружини можна називати мужем (мужчина), хоча в цьому сенсі поширене вживання й просто «чоловік» (так само й «жінка»), що зрозуміло з контексту. Чоловік є батьком (татом) стосовно своїх дітей і дідом (дідусем) стосовно онуків. Літній чоловік — старий чи дід.
У багатьох мовах одне й те ж слово означає як чоловіка, так і людину взагалі, наприклад: англ. man (відтак, англ. mankind — людство), фр. homme тощо. Почасти, і в українській мові «чоловік» вживається у значенні «людина».

## Фізичні особливості
Чоловік часто більший за розмірами від жінки, ширший в плечах, має менший таз. Маса та зріст чоловіка зазвичай більша від жінки одного з ним віку.

## Біологічні особливості
У західних культурах поняття «чоловік», як і «жінка», традиційно визначається насамперед через біологічні особливості.

Астрологічний знак Марса, який використовують для позначення чоловічої статі

### Генетичні особливості
Чоловіча стать відрізняється від жіночої наявністю 23 Y-хромосоми, тобто статеві хромосоми чоловіка позначають як XY. Саме Y-хромосома має SRY-ген (англ. Sex determining region of Y) — регіон визначення статі, котрий відповідальний за виробництво протеїну TDF (англ. Testis-determining factor) в ембріоні. Цим зумовлюється початкові відмінності чоловічого організму від жіночого — опускання яєчок у мошонку, утворення статевого члена тощо (формування первинних статевих ознак).

### Морфологічні та фізіологічні особливості
Первинні статеві ознаки зумовлюють диференціацію роздільностатевих організмів. У випадку з людиною це пояснюється виробленням специфічних для кожної статі гормонів, що вже зумовлює появу вторинних статевих ознак.
- Первинні статеві ознаки чоловіка:
  - Статевий член
  - Яєчка
  - Мошонка
  - Сім'явиносні протоки
  - Простата
  - Сім'яні пухирці
- Вторинні статеві ознаки чоловіка:
  - Оволосіння: лобок, підмишкові западини, живіт, грудна клітка, борода
  - Будова тіла: вузькі стегна (звужені тазові кістки), широкі плечі; відкладання жирової клітковини у верхній частині тіла; менший відсоток вмісту жирів порівняно з жінками
  - Виражений кадик
  - Мутація голосу

### Розвиток
У процесі розвитку хлопчика під впливом чоловічих статевих гормонів поступово формуються первинні і вторинні статеві ознаки. Первинні статеві ознаки з'являються ще під час внутрішньоутробного розвитку. Статеве дозрівання — формування вторинних статевих ознак і початок функціонування статевої системи — у хлопчиків починається зазвичай близько 14 років (пізніше, ніж у дівчаток). Складні процеси, що протікають в організмі в період статевого дозрівання, не можна пояснити тільки змінами в статевих органах. Посилено розвивається весь організм, з підвищеним навантаженням працюють внутрішні органи, перебудовується діяльність нервової системи, змінюється психіка, характер. До періоду статевої зрілості остаточно формується статева система, з'являється зрілість суджень, прагнення до самостійності. Статеве почуття виявляється влюбливість, прагненням до залицяння і статевої близькості. Наступ статевої зрілості характеризується здатністю до статевого життя і запліднення.
Період статевої зрілості триває в середньому 40 років. У цей час діяльність чоловіків найактивніша, потім починає поступово слабшати. У природному процесі розвитку та згасання статевої діяльності чоловіка можуть бути певні відхилення. Статевий розвиток і дозрівання може починатися раніше або пізніше, активний період може бути довше або коротше, старість настає раніше чи пізніше. Ці особливості залежать від генетичної схильності, стану здоров'я, характеру, харчування, соціально-побутових умов, клімату та ін.

### Сексуальність і гендер

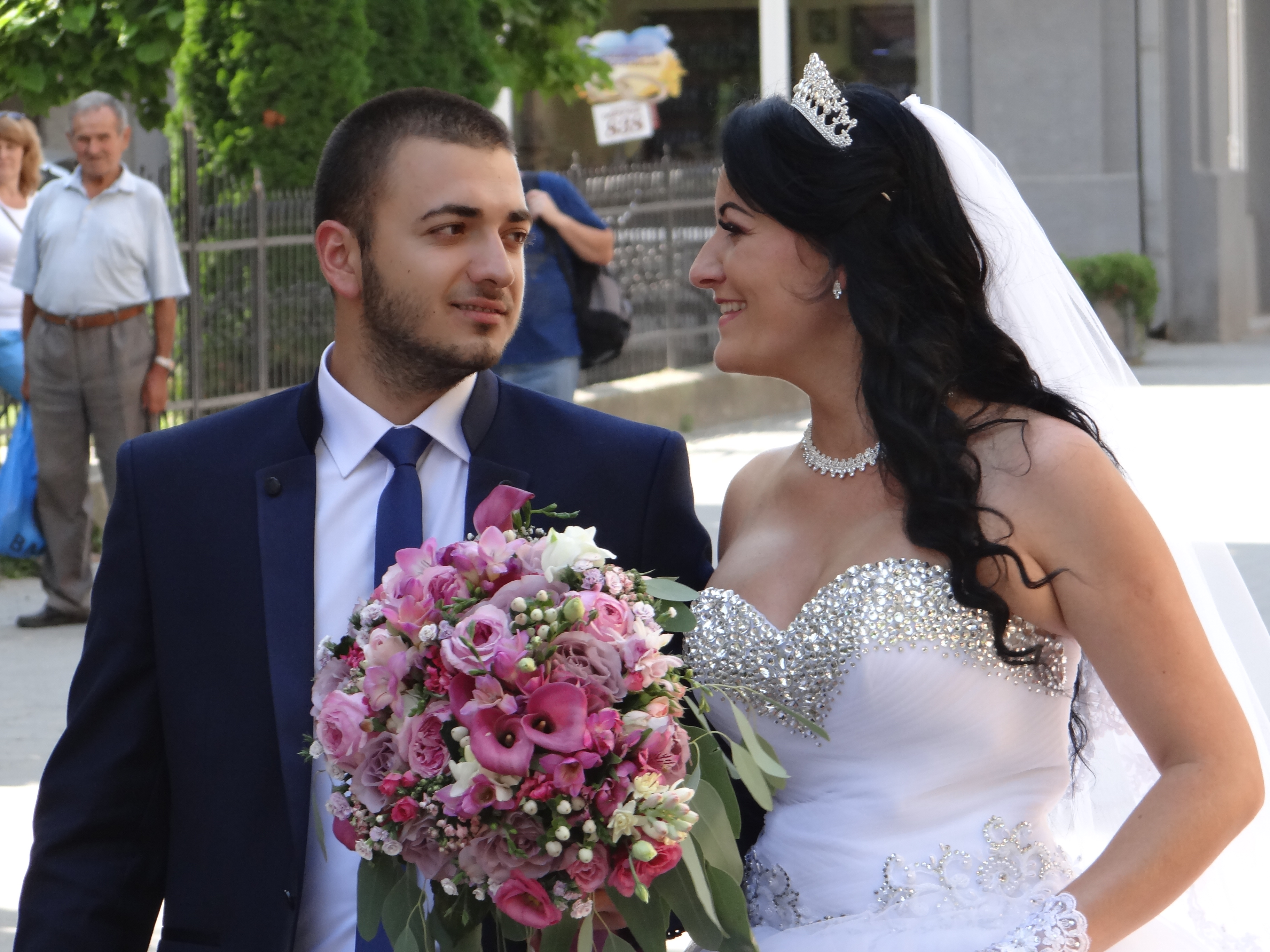
Більшість чоловіків гетеросексуальні та цисгендерні

Чоловіча сексуальність і потяг відрізняються між людьми, і на сексуальну поведінку чоловіка може впливати багато чинників, включно з вродженими схильностями, особливостями особистості, вихованням та культурою. Хоча більшість чоловіків гетеросексуальні, значна меншість із них гомосексуальні або бісексуальні.
У більшості культур використовується гендерна бінарність, в якій чоловік є однією з двох статей, а жінка — іншою. На думку деяких біологів, традиційне виділення лише двох бінарних статей суперечить біологічній реальності.
Більшість чоловіків є цисгендерами, і їх гендерна ідентичність відповідає чоловічій статевій приналежності при народженні. Трансгендерні чоловіки мають чоловічу гендерну ідентичність, яка не збігається з їхньою жіночою статевою при приналежністю при народженні, і можуть проходити маскулінізуючу гормональну терапію та/або операцію зі зміни статі. Інтерсекс-чоловіки можуть мати статеві ознаки, які не відповідають типовим уявленням про чоловічу біологічну приналежність. За оцінками системного огляду 2016 року, 0,256 % людей самоідентифікують себе як трансгендерні особи жіночої статі. Опитування 80 929 учнів Міннесоти, проведене у 2017 році, показало, що приблизно вдвічі більше підлітків з жіночою статевою приналежністю самоідентифікували себе як трансгендерні особи, ніж підлітки з чоловічою статевою приналежністю.

## Сім'я

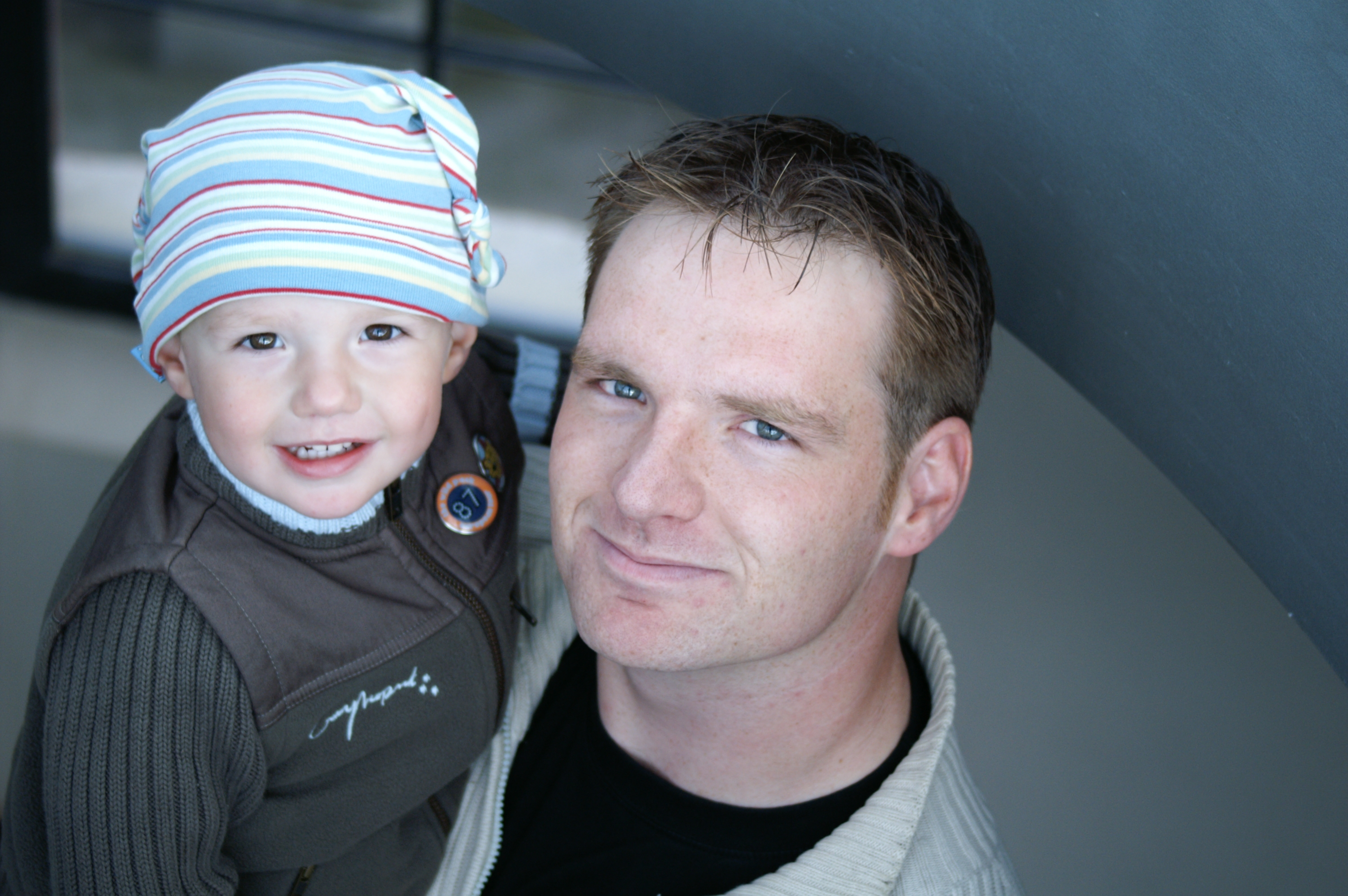
Батько і його син

Чоловіки можуть мати дітей, біологічних, так і всиновлених; таких чоловіків називають батьками. Роль чоловіка в сім'ї значно змінилася у 20-му і 21-му століттях, і в більшості суспільств вони відіграють більш активну роль у вихованні дітей. Традиційно чоловіки одружувалися з жінками, коли виховували дітей, але в наш час багато країн дозволяють одностатеві шлюби, і такі пари можуть виховувати дітей через усиновлення або сурогатне материнство. Чоловіки можуть бути батьками-одинаками, і в наш час їх стає все більше, хоча жінки втричі частіше стають батьками-одинаками, ніж чоловіки. У батьківських суспільствах чоловіки зазвичай вважалися «головою родини» і мали додаткові соціальні привілеї.

## Робота
Чоловіки традиційно виконували роботу, яка була недоступна для жінок. Така робота, як правило, була або більш напруженою, або більш престижною, або більш небезпечною. Сучасні чоловіки все частіше обирають нетрадиційні кар'єрні шляхи, наприклад, залишаються вдома і виховують дітей, поки їхня партнерка працює. Сучасні чоловіки, як правило, працюють довше, ніж жінки, що впливає на їхню здатність проводити час із сім'єю. Навіть у наш час деякі роботи залишаються доступними лише чоловікам, наприклад військова служба. Призов до армії в переважній більшості випадків є дискримінаційним, наразі лише десять країн включають жінок до своїх програм призову. Чоловіки продовжують працювати на небезпечніших роботах, ніж жінки, навіть у розвинених країнах. У Сполучених Штатах у 2020 році на роботі загинуло вдесятеро більше чоловіків, ніж жінок, а ймовірність загинути на роботі для чоловіка вдесятеро вища, ніж для жінки.

## Освіта
Чоловіки традиційно отримували більше освіти, ніж жінки, в результаті одностатевого навчання. Загальна освіта, тобто забезпечена державою початкова і середня освіта незалежно від статі, ще не є глобальною нормою, навіть якщо вона передбачається в більшості розвинених країн. У 21 столітті баланс змістився в багатьох розвинених країнах, і чоловіки тепер відстають від жінок в освіті.
Чоловіки частіше, ніж жінки, стають викладачами в університетах.
У 2020 році 90% чоловіків у світі були грамотними порівняно з 87% жінок. Але країни Африки на південь від Сахари та Південно-Західної Азії відставали від решти світу; лише 72% чоловіків у країнах Африки на південь від Сахари були грамотними.

## Мовленнєві особливості
Серед мовленнєвих особливостей чоловіка дослідники зазначають, що чоловіки, на відміну від жінки, рідко говорять про себе, але намагаються довести, що найкраще орієнтуються в сучасних подіях, новинах спорту, бізнесових та економічних питаннях. При веденні бесіди, чоловіки конкурують за лідерство й через деякий час установлюють стійку ієрархію, у якій домінують деякі члени, а решта говорять дуже мало. У розмові, часто «перескакують» з теми на тему, перебиваючи один одного. Окремі чоловіки часто звертаються до всієї групи, тоді як жінки надають перевагу міжособистісному стилю спілкування, парами.
У змішаному спілкуванні, тобто під час розмови чоловіків і жінок, виникають комунікативні непорозуміння, або «комунікативні невдачі», які можна узагальнити:
1. значення запитань;
2. зв'язок між співрозмовниками під час бесіди;
3. зміна теми розмови;
4. саморозкриття;
5. вербальна агресія;
6. перебивання під час розмови;
7. роль слухача.

Чоловіки в розмові стриманіші, реагують на сказане повільніше, часто вагаються й сумніваються. «Чоловіки смакують кожну фразу, намагаючись знайти відмінності й подібності у звучанні й формі слів, обдумано підбирають потрібні для висловлення іменники та прикметники. Жінки перевершують чоловіків у розмовному стилі. Їхній вокабуляр не такий різноманітний, але точніший і конкретніший».

## Дискримінація
Західні вчені, ґрунтуючись на результатах соціологічних та психологічних досліджень, звернули увагу на таку серйозну соціальну проблему, як агресивна роль жінки у подружньому насильстві, а також на гендерну симетрію у сімейному конфлікті. Масове обстеження «Національного огляду злочинності» (National Crime Survey) свідчить, що у США чоловіки менш схильні заявляти про вчинені проти них факти насильства з боку жінок, ніж дружини, вважаючи це приватною справою: серед усіх дружин, що постраждали протягом 1998—2001 р., повідомили про насильство 53 %, серед чоловіків — лише 46 %. За даними іншого телефонного опитування про випадки зґвалтувань повідомляють 17,2 % жінок, фізичного насильства — 26,7 % жінок та лише 13,5 % чоловіків. Останні рідше звертаються по медичну допомогу.
Визначаючи індивідуально-психологічні особливості чоловіків-жертв сімейного насильства, Д. М. Дікова-Фаворська зауважує, що ці риси багато в чому збігаються з рисами, якими характеризуються жертви-жінки, а саме: занижена самооцінка, тривожність, невротизм, залежність, невпевненість у собі, внутрішня агресивність, втрата орієнтирів, а також несформованість моральних цінностей, відсутність ціннісних орієнтацій на духовний розвиток, низька повага до себе та інших. Окремий випадок становить алкоголізм чоловіка, коли жінка, не маючи інших засобів впливу, вдається до психологічного та економічного тиску, а то й фізичної сили. Чоловіки, що зазнають насильства в сім'ї часто мають сексуальні проблеми або відзначаються неадекватною статеворольовою самоідентифікацією; у таких сім'ях спостерігається домінування жінки, повна підлеглість і безпорадність чоловіка, в якого низький рівень потреб та бажань, несформоване почуття власної гідності.
Серед інших проявів дискримінації чоловіків, зокрема в Україні, Уляна Ходорівська називає військову зобов'язаність (військову службу зобов'язані проходити лише чоловіки), пенсійний вік (з 60 років, а не 55 як у жінок), а також сімейний кодекс, згідно з яким аліменти виплачуються тільки жінці.

## Інші значення
- Чоловік — особа чоловічої статі щодо жінки, з якою він перебуває в шлюбі.
- Чоловік — застаріле та розмовне позначення людини.